# Champcourt
Champcourt est une commune déléguée de Colombey-les-Deux-Églises et une ancienne commune française, située dans le département de la Haute-Marne en région Grand Est.

## Géographie

### Localisation
Champcourt, commune déléguée de Colombey-les-Deux-Églises, est située dans le département de la Haute-Marne en région Grand-Est.
À vol d'oiseau, elle se situe à 7,39 km de Colombey-les-Deux-Églises, chef-lieu de la commune. Elle est distante de 22,98 km de Chaumont, préfecture du département. Elle se trouve à 201,85 km de Paris.
Avant sa fusion avec Colombey-les-Deux-Églises, Champcourt était limitrophe de cinq communes : Beurville, Blaise, Curmont, Daillancourt et Harricourt.
Parmi ces communes, Blaise et Harricourt sont devenues des communes déléguées également de Colombey-les-Deux-Églises.

### Géologie et relief
La superficie de la commune était de 829 hectares. Son altitude varie d'environ 250 mètres à 370 mètres. L'altitude moyenne se situe entre 265 mètres et 270 mètres au niveau de la localité.
Le sous-sol géologique de la commune déléguée date du jurassique, avec la présence d'un sol d'argiles, de calcaire et de marne.
Le risque sismique est considéré comme très faible soit en zone 1 selon la carte du zonage définie par le gouvernement
La localité se trouve dans la vallée de la Blaise et la partie nord-est du territoire se situe sur un plateau.

### Hydrographie
Champcourt est traversé par la Blaise au sud-est de la localité mais la rivière ne passe pas dans le village. Long de 85,5 km, le cours d'eau prend sa source à Gillancourt dans la Haute-Marne et conflue avec la Marne à Arrigny dans la Marne. La commune déléguée se situe sur le bassin versant de la Seine.
Pour faire face au risque d'inondation, un atlas des zones inondables a été adopté en 2009 pour la Blaise, adopté par le préfet du département,,.

### Climat
La station climatique la plus proche est celle de Saint-Dizier, situé sur la base aérienne 113 à 40 km à vol d'oiseau au nord de Champcourt. Une autre station climatique se situe à Blécourt à 15 km de la commune déléguée, mais les données ne sont pas publiques.
| Mois                              | jan. | fév. | mars  | avril | mai   | juin  | jui.  | août | sep.  | oct.  | nov. | déc. | année   |
| --------------------------------- | ---- | ---- | ----- | ----- | ----- | ----- | ----- | ---- | ----- | ----- | ---- | ---- | ------- |
| Température minimale moyenne (°C) | −0,3 | 0,2  | 1,9   | 4,3   | 8,1   | 11,2  | 12,9  | 12,7 | 10,2  | 7,1   | 2,8  | 0,4  | 6       |
| Température moyenne (°C)          | 2,5  | 3,8  | 6,4   | 9,5   | 13,5  | 16,7  | 18,7  | 18,3 | 15,5  | 11,5  | 6,2  | 3,3  | 10,5    |
| Température maximale moyenne (°C) | 5,3  | 7,4  | 10,8  | 14,7  | 18,8  | 22,1  | 24,5  | 23,9 | 20,8  | 16    | 9,6  | 6,2  | 15      |
| Ensoleillement (h)                | 51,1 | 83,7 | 120,9 | 165,1 | 206,7 | 219,4 | 246,3 | 217  | 170,7 | 122,6 | 67,6 | 54   | 1 725,1 |
| Précipitations (mm)               | 74,7 | 61,1 | 65,4  | 55,2  | 75,8  | 72,8  | 66,5  | 70,1 | 64,2  | 68,1  | 72,4 | 80   | 826,3   |

### Voies de communication et transports

#### Voies de communication
Champcourt se situe sur deux axes secondaires. La localité se trouve sur la route départementale 233, reliant Buchey (5,6 km) à Blaise (1,8 km) et sur la route départementale 235, partant de la commune déléguée pour rejoindre la route départementale 133 à 1,6 km, qui traverse la commune. Cette route permet d'aller de Juzennecourt à Blaise en passant par Lamothe-en-Blaisy. La route départementale 2, reliant Colombey-les-Deux-Églises à Doulevant-le-Château, passe à l'écart du village. Elle permet de rejoindre la route départementale 619 à Colombey-les-Deux-Églises, pour aller à Chaumont, préfecture du département. L'autoroute la plus proche de Champcourt est l'A5 par la sortie 23 (Ville-sous-la-Ferté).

#### Transports
La commune déléguée ne dispose pas d'autres moyens de transport comme le ferroviaire et le transport en commun.
La gare ferroviaire, la plus proche, est celle de Bologne à 23,1 km par la route, située sur la ligne de Blesme - Haussignémont à Chaumont et elle est desservie par la ligne 6 (Reims ↔ Châlons-en-Champagne ↔ Saint-Dizier ↔ Chaumont ↔ Dijon) du TER Champagne-Ardenne. Une autre gare, celle de Bar-sur-Aube, qui se trouve à 24,2 km de la commune déléguée par la route, est desservie par la ligne 3 (Paris-Est ↔ Troyes ↔ Chaumont ↔ Langres ↔ Vesoul ↔ Belfort) du TER Champagne-Ardenne.

### Urbanisme
La forme urbaine de la commune déléguée ressemble à celle d'un village-rue étirée le long de la route départementale 233 et de la route départementale 235, mais son habitat est surtout groupée autour de l'église du village,.

## Toponymie
Le nom de la localité est attesté sous les noms de Chaunicurtis en 1050 ou 1052, Ecclesia de Chancort en 1202, Chamcort en 1210, Campicuria en 1221, Champcourt en 1447, Chancourt en 1598, Champecour en 1732 et Champcourt sur la carte de Cassini.
Le nom de la localisation avec une formation en -court, caractéristique du haut Moyen Âge et du nord de la France. Le mot court (curt, cort en ancien français) avait autrefois le sens de « cour de ferme, ferme, domaine rural » (parallèle au mot germanique hof cf. allemand Hof « cour, ferme »). Il est issu du bas latin cōrtem, ou gallo-roman CŌRTE, issus du latin classique cohors, cohortis. Le mot « cour » qui en procède, a une orthographe différente par analogie avec le latin curia.
Il est généralement précédé d'un nom de personne germanique au cas régime, pour le toponymiste Ernest Nègre, il s'agit peut-être du nom germanique Chaldo(n) qui dispose d'une forme latine Coldini. Ce mot serait composé du nom de la personne germanique accompagné d'une forme en -iaca et du mot cortem, d'où le sens global de « domaine rural de Chaldo(n) ».

## Histoire
Champcourt est mentionnée dans une charte de 1236, où le seigneur de Champcourt, Gautier de Vignory et son beau-frère Rodolphe, abbé de Montiérender, affranchissent les habitants de la paroisse. La localité faisant partie de la seigneurie de Vignory et un autre fief, appelée Trigny se trouve sur le territoire de la commune délégué.
Un prieuré a existé à Champcourt au XIIe siècle,. Celui-ci appartenait à l'abbaye de Montiérender. Il est connu sous le vocable de prieuré de Saint-Bon ou Saint-Bonet et également de la Sainte-Trinité. Le prieuré bénéficie du soutien de la part des seigneurs de Vignory, qui ont soutenu sa fondation, surtout celle de Gautier de Vignory et son épouse Berthe,. En 1202, il leur accorde dans une charte exemptant de nombreux droits médiévaux. Pour l'église, le prieuré Saint-Bon n'est pas reconnu. Il faut attendre 1236 pour la légalisation de l'acte de fondation par l'évêque de Langres avec la clause que tous les revenus du prieuré soient consommés sur place comme l'abbaye de Montiérender appartenait au diocèse de Châlons,. Au début du XVIe siècle, le prieuré commence à perdre en importance jusqu'à sa dissolution à la Révolution française, mais ils gardent des revenus importants.
Avant la Révolution française, Champcourt ressort de la généralité de Châlons, de l'élection et de la prévôté de Bar-sur-Aube. Elle appartenait également au bailliage de Chaumont. Au niveau ecclésiastique, la paroisse fait partie du diocèse de Langres et de l'archidiaconé de Bar-sur-Aube.
Lors de la Révolution française, la paroisse est transformée en une commune indépendante à la suite du décret du 11 novembre 1789 et de la loi du 14 décembre 1789. Champcourt est intégrée au département de la Haute-Marne, au district de Chaumont et au canton de Blaise. En 1801, elle est rattachée au canton de Vignory et à l'arrondissement de Chaumont.
Avant sa fusion avec Colombey-les-Deux-Églises, Champcourt est une commune appartenant au canton de Vignory. Elle a porté le code commune 52100. Par arrêté préfectoral du 28 décembre 1972, la commune est rattachée le 1er janvier 1973 à Colombey-les-Deux-Églises sous la forme d'une fusion-association. Depuis cette date, elle est une commune associée à Colombey-les-Deux-Églises.
Par arrêté préfectoral du 28 décembre 1972, la commune est rattachée le 1er janvier 1973 à Colombey-les-Deux-Églises sous la forme d'une fusion-association, où elle devient une commune associée à Colombey-les-Deux-Églises. En 1976, la commune associée est officiellement transférée dans le canton de Juzennecourt, dont Colombey-les-Deux-Églises faisait partie.
Par arrêté préfectoral du 30 novembre 2016, la création de la commune nouvelle de Colombey-les-Deux-Églises entraîne, le 1er janvier 2017, la transformation du statut de Champcourt en commune déléguée au sein de la nouvelle commune.

## Administration

### Administration municipale
Depuis le 1er janvier 1973, Champcourt ne dispose plus d'un conseil municipal et d'un maire, gérant les affaires municipales. Les décisions sont prises en conseil municipal de Colombey-les-Deux-Églises. Avec la fusion-association, elle garde cependant une section électorale, une section du CCAS, une commission consultative, une mairie annexe et un maire délégué, ayant autorité sur le territoire de la commune associée. Elle peut également avoir un conseil consultatif.
La transformation du statut de commune associée en commune déléguée au 1er janvier 2017 entraîne la fin de la commission consultative, du sectionnement électoral et du CCAS, mais Champcourt conserve sa mairie annexe et un maire délégué avec la possibilité de l'institution d'un conseil de la commune déléguée par la commune nouvelle.
Les habitants de Champcourt disposent également d'une liste électorale propre et d'un bureau de vote dans la mairie annexe, pour les élections.

### Liste des maires

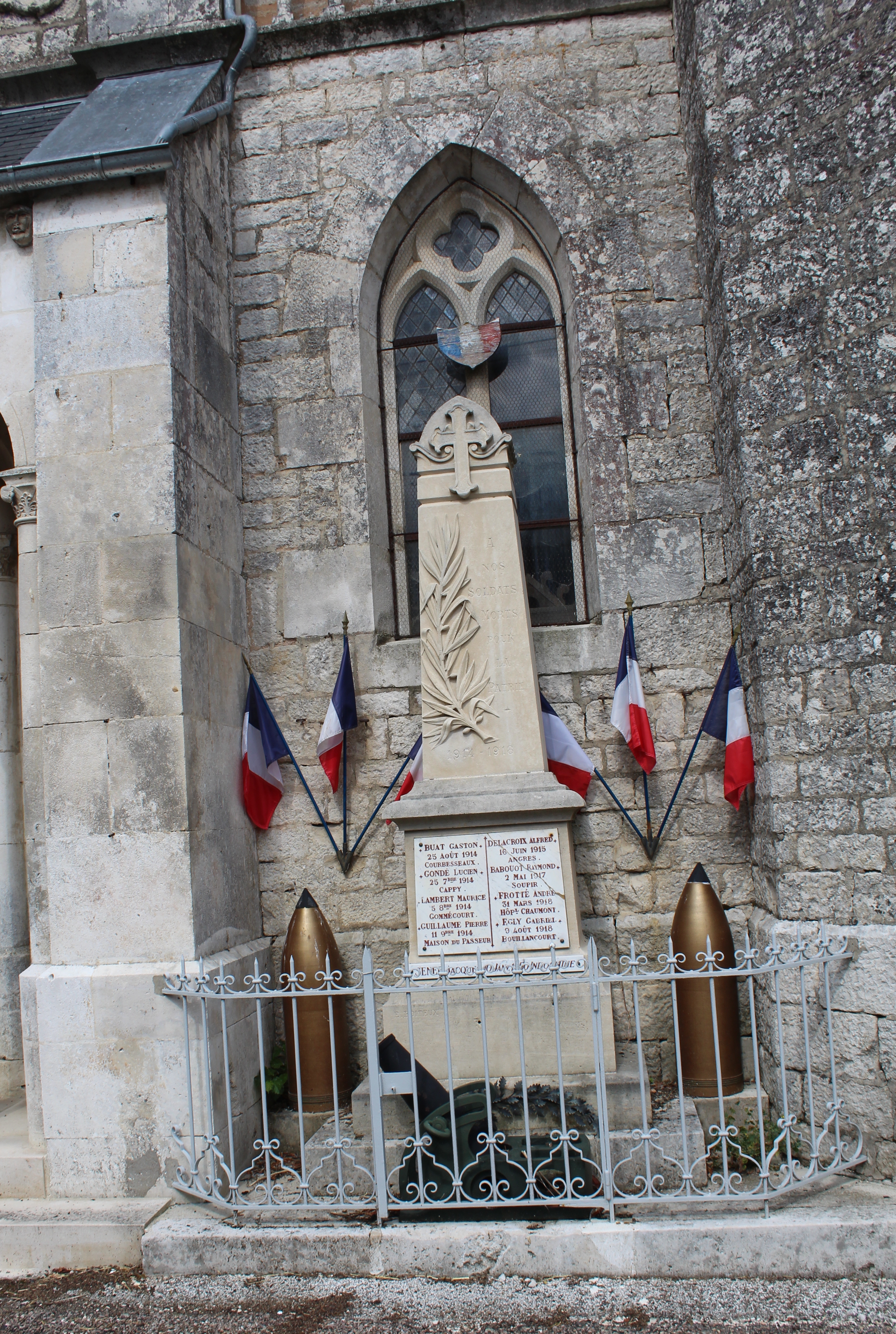
Le monument aux morts.

La liste ci-dessous recense le nom des maires avant la fin de son autonomie au 1er janvier 1973 :
| Période                                  | Période | Identité                | Étiquette | Qualité |
| ---------------------------------------- | ------- | ----------------------- | --------- | ------- |
|                                          | 1795    | Isodore Chambrey        |           |         |
| 1795                                     | 1799    | Jacques Brunet          |           |         |
| 1799                                     | 1802    | Isodore Chambrey        |           |         |
| 1802                                     | 1808    | Jacques Brunet          |           |         |
| 1808                                     | ?       | Denis Boulland          |           |         |
| ?                                        | 1843    | Claude Dupuis           |           |         |
| 1843                                     | 1848    | Bernard Milliard        |           |         |
| 1848                                     | 1852    | Joseph Chappuis         |           |         |
| 1852                                     | 1860    | Bernard Milliard        |           |         |
| 1860                                     | 1879    | Léon Rolland            |           |         |
| 1879                                     | 1887    | Jean Alexandre Fournier |           |         |
| 1887                                     | 1904    | Alexandre Baveux        |           |         |
| 1904                                     | ?       | Félix Buat              |           |         |
| Les données manquantes sont à compléter. |         |                         |           |         |

### Liste des maires délégués
La liste ci-dessous indique le nom des maires délégués depuis le 1er janvier 1973 jusqu'à aujourd'hui :
| Période                                  | Période                       | Identité              | Étiquette | Qualité                                    |
| ---------------------------------------- | ----------------------------- | --------------------- | --------- | ------------------------------------------ |
| mars 2008                                | En cours (au 26 juillet 2020) | Jean-Philippe Babouot |           | Agriculteur Réélu pour le mandat 2020-2026 |
| Les données manquantes sont à compléter. |                               |                       |           |                                            |

### Instances judiciaires et administratives
Les habitants de Champcourt relèvent de la juridiction du tribunal de grande instance de Chaumont (préfecture du département), du tribunal administratif de Châlons-en-Champagne et de la Cour d'appel de Dijon,.
En matière de commerce, les habitants de Champcourt relèvent également de la juridiction du tribunal de commerce de Chaumont qui ressort du tribunal de grande instance de Dijon.
La commune déléguée est du ressort de la circonscription de gendarmerie de la brigade de proximité de Colombey-les-Deux-Églises.

## Population et société

### Démographie
Avant la mise en place des recensements individuels, les registres paroissiaux de Champcourt, connus à partir de 1676, indiquent une population de 36 feux en 1709, soit environ 180 habitants. Le nombre de feux passe à 33 feux, soit 165 habitants en 1720. Ce chiffre reste stable en 1753 et en 1763
L'évolution du nombre d'habitants est connue à travers les recensements de la population effectués dans la commune entre 1793 et 1973, dans la commune associée de 1973 à 2016 et dans la commune déléguée depuis 2017. À partir de 2006, les populations légales des communes sont publiées annuellement par l'Insee. Le recensement repose désormais sur une collecte d'information annuelle, concernant successivement tous les territoires communaux au cours d'une période de cinq ans. Pour les communes de moins de 10 000 habitants, une enquête de recensement portant sur toute la population est réalisée tous les cinq ans, les populations légales des années intermédiaires étant quant à elles estimées par interpolation ou extrapolation. Pour la commune déléguée, le premier recensement exhaustif, lié à celui de Colombey-les-Deux-Églises, entrant dans le cadre du nouveau dispositif a été réalisé en 2006.
En 2016, la commune déléguée comptait 56 habitants, en diminution de 1,75 % par rapport à 2011 (Haute-Marne : −2,35 %, France hors Mayotte : +2,44 %).
| 1793 | 1800 | 1806 | 1821 | 1831 | 1836 | 1841 | 1846 | 1851 |
| ---- | ---- | ---- | ---- | ---- | ---- | ---- | ---- | ---- |
| 184  | 185  | 156  | 198  | 220  | 227  | 223  | 207  | 203  |

| 1856 | 1861 | 1866 | 1872 | 1876 | 1881 | 1886 | 1891 | 1896 |
| ---- | ---- | ---- | ---- | ---- | ---- | ---- | ---- | ---- |
| 153  | 183  | 201  | 189  | 175  | 209  | 206  | 192  | 184  |

| 1901 | 1906 | 1911 | 1921 | 1926 | 1931 | 1936 | 1946 | 1954 |
| ---- | ---- | ---- | ---- | ---- | ---- | ---- | ---- | ---- |
| 182  | 179  | 164  | 153  | 132  | 109  | 90   | 92   | 92   |

| 1962 | 1968 | 1982 | 2006 | 2011 | 2016 | 2021 | - | - |
| ---- | ---- | ---- | ---- | ---- | ---- | ---- | - | - |
| 75   | 53   | 68   | 61   | 57   | 56   | 40   | - | - |

### Enseignement
Étant commune déléguée de Colombey-les-Deux-Églises, Champcourt est rattachée à l'académie de Reims. Cette académie fait partie de la Zone B pour son calendrier de vacances scolaires.
Aucun établissement d'enseignement n'est présent sur la commune déléguée, mais le groupe scolaire Yvonne de Gaulle à Colombey-les-Deux-Églises, regroupent les élèves de maternelle et de cours élémentaire de l'ensemble de la commune. Il compte 153 élèves en 2017.
Pour le secondaire, les collégiens se rendent au collège du chef-lieu de commune. Les lycées publics d'enseignement général et d'enseignement technique se trouvent à Chaumont. Un lycée privée d'enseignement général et d'enseignement technique est également présent à Chaumont.
Pour l'enseignement supérieur, des établissements se trouvent, dans l'académie de Reims, à Chaumont, à Troyes, à Chalons-en-Champagne et à Reims. Les étudiants peuvent aussi aller vers des établissements situés à Dijon dans l'académie homonyme.

### Santé et service d'urgence
Au 1er janvier 2017, aucun médecin généraliste n'exerce à Champcourt, mais un praticien exerce à Colombey-les-Deux-Églises, chef-lieu de la commune. Il en est de même pour l'officine pharmaceutique. Pour des médecins spécialisés et des dentistes, il faut se rendre à Chaumont, ou à Bar-sur-Aube. Dans le domaine paramédicale, des infirmières se trouvent, l'un à Harricourt et l'autre à Colombey-les-Deux-Églises.
Pour les hospitalisation, les urgences et la chirurgie, le centre hospitalier le plus proche est celui de Chaumont, mais les habitants peuvent se rendre à celui de Bar-sur-Aube. Les deux EHPAD les plus proches se situent l'un à Maranville et l'autre à Bayel.
Pour la sécurité en matière d'incendie et de sauvetage, les pompiers du centre de secours de Colombey-les-Deux-Églises, rattaché au SDIS de la Haute-Marne, sont compétent.

### Médias et télécommunication
Le quotidien local Le Journal de la Haute-Marne et le journal hebdomadaire Voix de la Haute-Marne diffuse leur journal sur la région de Chaumont et le département de la Haute-Marne.
Parmi les chaines de télévision de télévision numérique terrestre (TNT) accessibles à tous les habitants de Champcourt, depuis l'émetteur de Troyes-Les Riceys situé aux Riceys, France 3 Champagne-Ardenne relaient les informations locales. Parmi les nombreuses stations de radio disponibles, on peut citer France Bleu Champagne-Ardenne.
En 2017, l'internet haut débit via la technique ADSL 2+ est possible pour tous les abonnés à un réseau de téléphonie fixe depuis le NRA installée à Buchey, commune associée de Rizaucourt-Buchey.

### Cultes
Le territoire de la commune dépend de la paroisse Saint Bernard, au sein du diocèse de Langres, au même titre que les trente-une autres paroisses. En 2017, l'église Nativité de Notre-Dame est l'un des lieux de culte de cette paroisse. Monseigneur Joseph de Metz-Noblat est à la tête du diocèse de Langres depuis 2014.
Concernant d'autres religions, les lieux de cultes les plus proches sont le temple de Chaumont pour les protestants, la synagogue de Troyes pour les juifs et la mosquée de Joinville pour les musulmans.

## Culture locale et patrimoine

### Lieux et monuments
L'église paroissiale Nativité de Notre-Dame date de la deuxième moitié du XIXe siècle. Cet édifice est une reconstruction totale, entre 1854 et 1856, d'une église antérieure, qui a été démolie. Une réfection a lieu en 1895 sur le toit du clocher et d'une tourelle. L'église possède un plan allongé avec des murs extérieurs en pierre de taille et de moellons. Elle fait actuellement partie de la paroisse Saint-Bernard du diocèse de Langres, regroupant Colombey-les-Deux-Églises et des communes alentour.

### Galerie

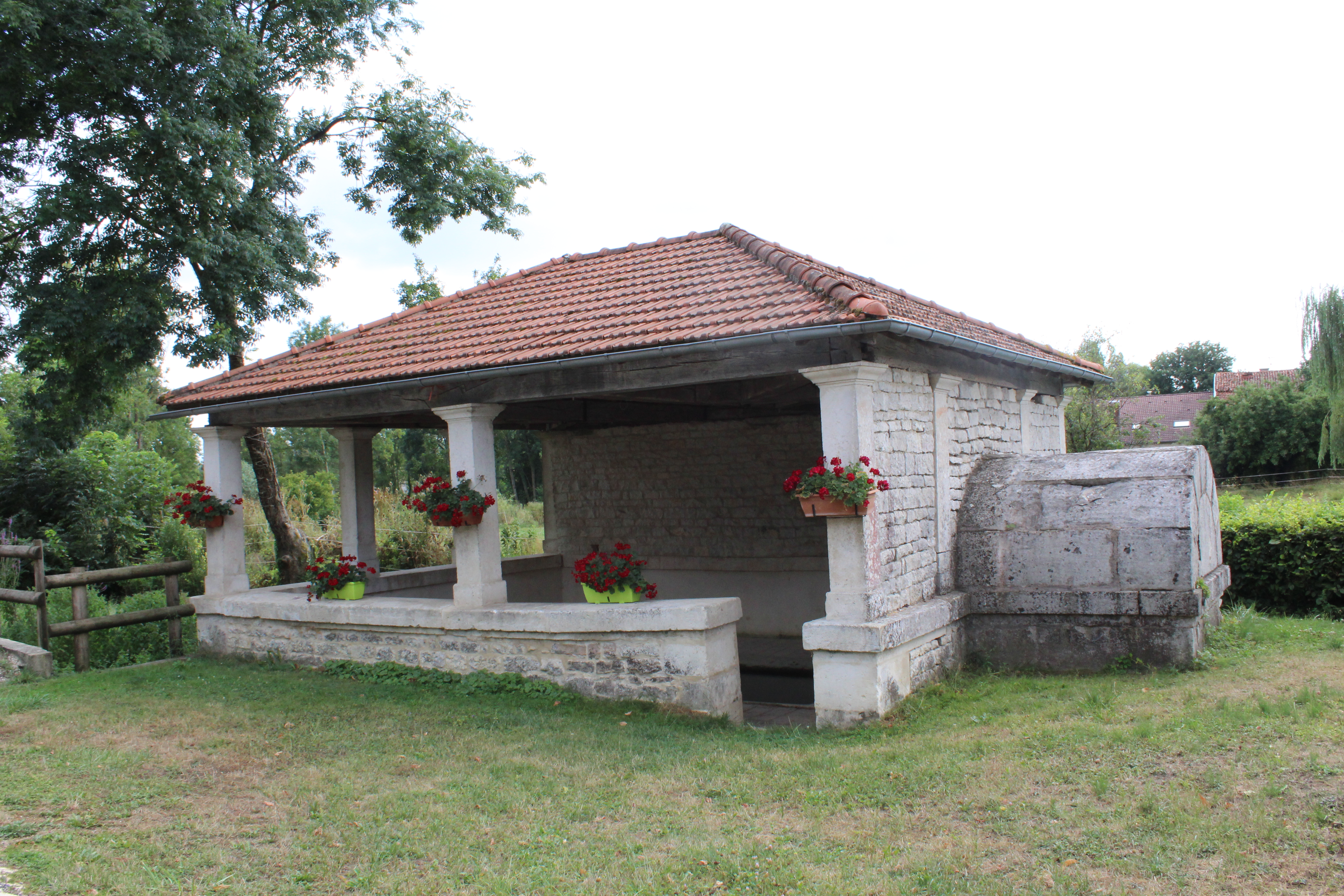
Le lavoir.
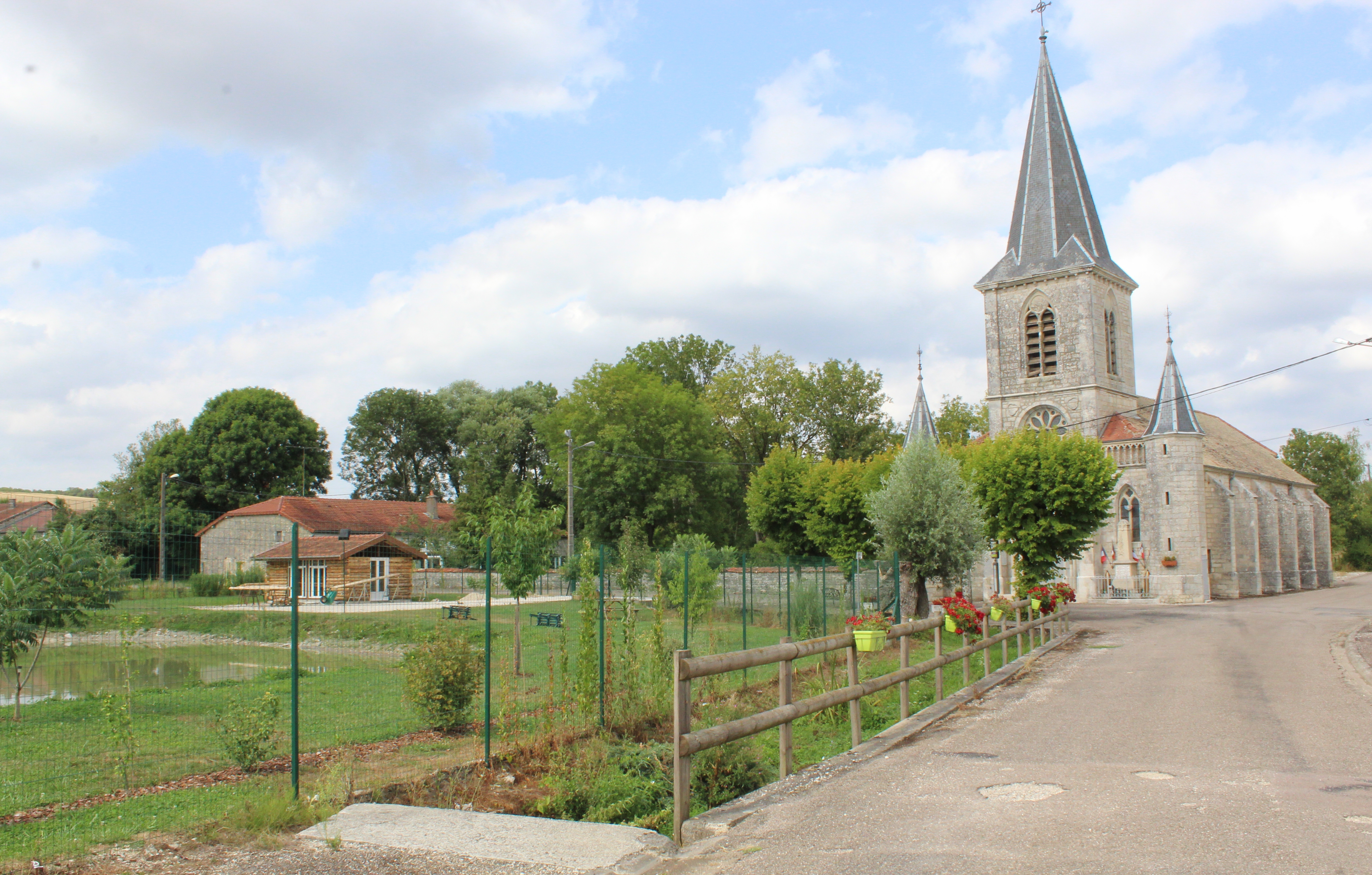
La place de l'église.
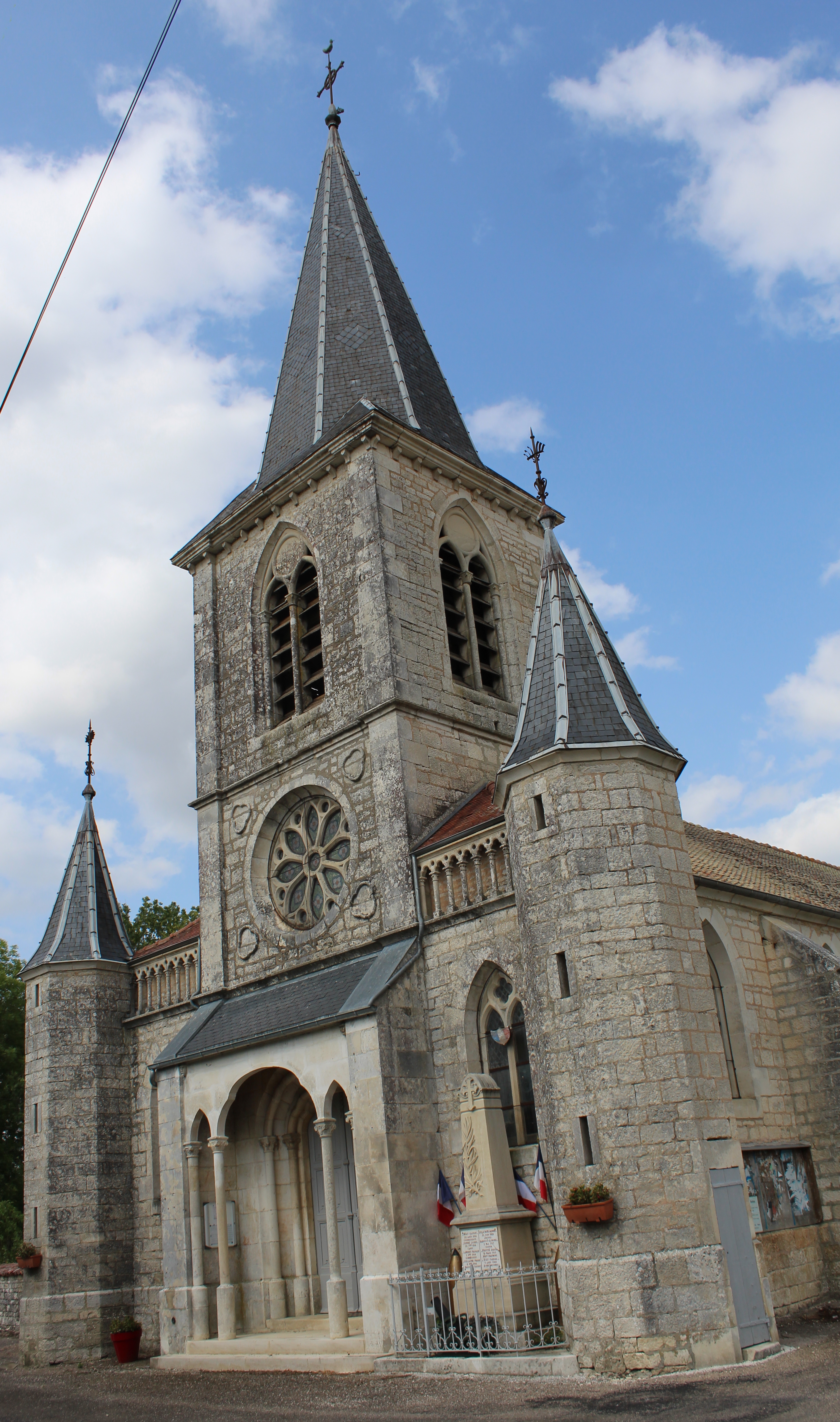
L'église.

### Site naturel
Une zone naturelle d'intérêt écologique, faunistique et floristique (ZNIEFF) est recensée sur le territoire de Lavilleneuve-aux-Fresnes: le massif boisés de Blinfey et de Cirey-sur-Blaise.
La zone de la ZNIEFF du massif boisé de Blinfey et de Cirey-sur-Blaise couvre la commune déléguée au nord-ouest. Cette ZNIEFF de type 2 couvre plusieurs vallons encaissés, se trouvant sur les communes de Beurville, Charmes-en-l'Angle, Doulevant-le-Château, Rizaucourt-Buchey. La topographie et la géologie détermine la végétation forestière. Le massif recèle de nombreuses espèces végétales comme  le hêtre, le chêne, le pin sylvestre, l'érable champêtre. La ZNIEFF abrite également des espèces animales dont l'alouette lulu, la pie-grièche écorcheur, le pic cendré.